# Август фон Каниц
Август Вилхелм Карл фон Каниц (на немски: August Wilhelm Karl Graf von Kanitz; * 29 октомври 1783 в Поданген в Елбльонгски окръг, Полша; † 22 май 1852 в Потсдам) е граф от пруския клон на род Каниц, пруски генерал-лейтенант и също военен министър от 26 април до 16 юни 1848 г. по времето на „Мартенското управление“.
Той е тртият от пет сина на Карл Вилхелм Александер фон Каниц (1745 – 1824), господар в Поданген, и съпругата му София Луиза Антоанета фон Масов (1752 – 1805), дъщеря на Йоахим Антон фон Масов и Катарина София фон Тетау. На 5 юни 1798 г. баща му е издигнат на пруски граф. По-малък брат е на граф Александер Леополд Ернс фон Каниц (1778 – 1850).
През 1663 г. курфюрстски-бранденбургският обрист и хауптман на Балга Елиас фон Каниц (1617 – 1674) става собственик на Поданген, който остава на фамилията до нахлуването на Червена армия през януари 1945 г.
Август фон Каниц влиза през средата на май 1798 г. в сухопътната пруска войска. На 20 юни 1801 г. той е повишен на секонде-лейтенант. През 1810 г. той е премиер-лейтенант и 1811 г. става щаб-капитан. През 1813/14 г. той участва в Освободителните войни (1813 – 1815) от Наполеон Бонапарт. На 2 май 1813 г. той е ранен и е повишен на майор. След две години той става адютант на крал Фридрих Вилхелм III и през 1819 г. е повишен на полковник-лейтенант, 1825 г. на полковник. От 1832 г. той е командир на 1. бригада, от 1840 г. на 1. дивизия в Кьонигсберг и от 2 декември 1841 до 12 април 1848 г. на 15. дивизия в Кьолн и градски комисар на Кьолн. През 1843 г. той е повишен на генерал-лейтенант и на 5 април 1848 г. командващ генерал на VIII. Armee-Korps.
На 27 април 1848 г. Каниц става военен министър на крал Фридрих Вилхелм IV, с когото е приятел от 1830-те години. Той напуска на 16 юни 1848 г. Сменен е на 25 юни от Лудвиг Рот фон Шрекенщайн.
Каниц е масон в Берлин.

## Фамилия
Август фон Каниц се жени на 11 ноември 1816 г. в Цангенберг (част от Цайц) за графиня Анна Луиза фон дер Сцуленбург (* 20 март 1799, Брауншвайг; † 23 август 1830, Кап Шери при Щетин), дъщеря на граф Адолф Фридрих Вернер фон дер Шуленбург-Беетцендорф (1759 – 1825) и графиня Йозефина Августа Амалия Витцтум фон Екщет (1775 – 1809). Те имат седем деца, между тях: 
- Мария Анна (1817 – 1889), омъжена 1845 г. за Иван Хайнрих Максимилиан фон Шерер-Шербург († 1848)
- Клара (1819 – 1862), омъжена за Вилхелм Хофман (1806 – 1873), евангелски теолог
- Матилда (1821 – 1890), омъжена на 11 септември 1838 г. за Фридрих фон Фризен (1796 – 1871)
- Рудолф Фридрих Вилхелм (* 14 август 1822, Щетин; † 25 декември 1902, Шмугеро), пруски генерал-майор, женен на 28 юни 1865 г. в	Путцар за графиня Луиза фон Шверин (* 1 май 1837, Шверинсбург; † 28 май 1912, Шмугеров); имат три дъщери
- Розалия (* 1824), дворцова дама на пруската кралица
- Агнес (* 1826), омъжена 1851 г. за Конрад Карл Финк фон Финкенщайн-Шьонберг (1820 – 1900)